# Cheilanthes platychlamys
Cheilanthes platychlamys là một loài dương xỉ trong họ Pteridaceae. Loài này được Ching Fraser-Jenk. mô tả khoa học đầu tiên năm 1997.